# Christopher Cano
Christopher „Chris“ Cano (* 1. Januar 1970) ist ein US-amerikanischer Filmkomponist.

## Leben
Cano komponierte erstmals 2004 für den Kurzfilm The First Person für eine Filmproduktion die dazugehörige Musik. Am Anfang trat er überwiegend unter seinem Spitznamen in Erscheinung. Ab 2009 folgten regelmäßige Arbeiten für das Filmstudio The Asylum, für die er regelmäßig, auch zusammen mit Chris Ridenhour, Filmmusik komponiert. Größere Bekanntheit erlangte die Sharknado-Filmreihe, bei denen er für Sharknado 2, Sharknado 3, Sharknado 4, Sharknado 5: Global Swarming und Sharknado 6: The Last One die Musik komponierte. Sein Schaffen umfasst mehr als 180 Produktionen.

## Filmografie (Auswahl)
- 2004: The First Person (Kurzfilm)
- 2009: Transmorphers 3 – Der dunkle Mond (Transmorphers: Fall of Man)
- 2009: The Land That Time Forgot
- 2010: Titanic 2 – Die Rückkehr (Titanic II)
- 2011: Player
- 2011: Shadow People
- 2012: Dragonwasps (Fernsehfilm)
- 2013: Battledogs (Fernsehfilm)
- 2013: Dracano
- 2013: Meet the Cleavers – Familienfeste und andere Katastrophen (Cleaver Family Reunion)
- 2013: Poseidon Rex
- 2014: Android Cop
- 2014: Asian School Girls – Rache war nie süßer! (Asian School Girls)
- 2014: Asteroid vs Earth (Fernsehfilm)
- 2014: Golden Winter 2 – Die Katzen sind los (Santa Claws)
- 2014: Sharknado 2 (Sharknado 2: The Second One, Fernsehfilm)
- 2014: World of Tomorrow – Die Vernichtung hat begonnen (Age of Tomorrow)
- 2015: 3-Headed Shark Attack (Fernsehfilm)
- 2015: Bound – Gefangen im Netz der Begierde (Bound)
- 2015: Cowboys vs. Dinosaurs (Fernsehfilm)
- 2015: Hänsel vs. Gretel (Hansel vs Gretel)
- 2015: Night of the Wild – Die Nacht der Bestien (Night of the Wild, Fernsehfilm)
- 2015: Marsland – Kein Ort zum Überleben (Martian Land)
- 2015: Road Wars – Willkommen in der Hölle (Road Wars)
- 2015: San Andreas Quake – Los Angeles am Abgrund (San Andreas Quake)
- 2015: Sharknado 3 (Sharknado 3: Oh Hell No!, Fernsehfilm)
- 2016: Ben-Hur – Sklave Roms (In the Name of Ben Hur)
- 2016: Little Dead Rotting Hood – Keine Angst vorm bösen Wolf (Little Dead Rotting Hood)
- 2016: Sharknado 4 (Sharknado: The 4th Awakens, Fernsehfilm)
- 2016: Trolland – Das Geheimnis liegt zu euren Füßen (Trolland, Animationsfilm)
- 2016: Zoombies – Der Tag der Tiere ist da! (Zoombies)
- 2017: 5-Headed Shark Attack (Fernsehfilm)
- 2017: Alien Convergence – Angriff der Drachenbiester (Alien Convergence)
- 2017: Geo-Disaster – Du kannst nicht entfliehen! (Geo-Disaster)
- 2017: Operation Dünkirchen (Operation Dunkirk)
- 2017: Sharknado 5: Global Swarming (Fernsehfilm)
- 2017: Troy: The Odyssey
- 2018: 6-Headed Shark Attack (Fernsehfilm)
- 2018: Alien Siege – Angriffsziel Erde (Alien Siege)
- 2018: Attack from the Atlantic Rim 2 – Metal vs. Monster (Atlantic Rim: Resurrection)
- 2018: Avengers Grimm 2 – Time Wars (Avengers Grimm: Time Wars)
- 2018: End of the World – Gefahr aus dem All (End of the World)
- 2018: Flug 666 (Flight 666)
- 2018: Jurassic Galaxy
- 2018: Megalodon – Die Bestie aus der Tiefe (Megalodon, Fernsehfilm)
- 2018: Rent-An-Elf: Die Weihnachtsplaner (Rent-an-Elf, Fernsehfilm)
- 2018: Sharknado 6: The Last One (The Last Sharknado: It’s About Time, Fernsehfilm)
- 2018: Tomb Invader (Fernsehfilm)
- 2018: Triassic World
- 2019: Arctic Apocalypse
- 2019: Clown – Willkommen im Kabinett des Schreckens (Clown)
- 2019: Die Weihnachtskönigin – (K)ein Like zum Fest (A Beauty & the Beast Christmas)
- 2019: Monster Island – Kampf der Giganten (Monster Island)
- 2019: Psycho BFF (Fernsehfilm)
- 2019: San Andreas Mega Quake
- 2019: The Final Level: Flucht aus Rancala (The Final Level: Escaping Rancala)
- 2019: Zoombies 2 – Die Rache der Tiere (Zoombies 2)
- 2020: Airliner Sky Battle
- 2020: Apocalypse of Ice – Die letzte Zuflucht (Apocalypse of Ice)
- 2020: Asteroid-a-Geddon – Der Untergang naht (Asteroid-a-Geddon)
- 2020: Battle Star Wars – Die Sternenkrieger (Battle Star Wars)
- 2020: Homeward – Finde deine Bestimmung (Homeward, Animationsfilm)
- 2020: In the Drift
- 2020: Meteor Moon
- 2020: Monster Hunters – Die Alienjäger (Monster Hunters)
- 2020: Shark Season – Angriff aus der Tiefe (Shark Season)
- 2020: Top Gunner – Die Wächter des Himmels (Top Gunner)
- 2021: Aquarium of the Dead
- 2021: Megaboa – 20 Meter, die fressen wollen (Megaboa)
- 2021: Megalodon Rising – Dieses Mal kommt er nicht allein (Megalodon Rising)
- 2021: The Devil’s Triangle – Das Geheimnis von Atlantis (Devil’s Triangle)
- 2021: War of the Worlds – Die Vernichtung (War of the Worlds: Annihilation)
- 2022: Dracula – The Original Living Vampire (Dracula: The Original Living Vampire)
- 2022: Hellblazers
- 2022: Jurassic Domination
- 2022: Shark Waters
- 2022: Thor: God of Thunder
- 2022: Titanic 666
- 2022: Top Gunner 2 – Danger Zone (Top Gunner: Danger Zone)
- 2023: Blind Waters
- 2023: DC Down – Washington in Flammen (DC Down)
- 2023: World Invasion: Alien Attack (Alien Apocalypse)
- 2024: Alien: Rubicon
- 2024: Earthquake Underground
- 2024: Witch Hunter – Der Hexenjäger (Witch Hunter)
- 2025: The Land That Time Forgot